# Tramvajová trať Vítězné náměstí – Nádraží Podbaba
Tramvajová trať Vítězné náměstí – Nádraží Podbaba vede v Praze po hranici Dejvic a Bubenče z Vítězného náměstí tramvajovým pásem ve středu ulice Jugoslávských partyzánů přes nepojmenované náměstí (bývalé náměstí Družby) u hotelu International ulicí Podbabská k ulici Pod Paťankou na kraj Podbaby v délce více než kilometru. Byla postavena v roce 1928, stará smyčka Podbaba v roce 1947, prodloužení do nové smyčky Nádraží Podbaba (původně Podbaba) v roce 2011.

## Historie výstavby

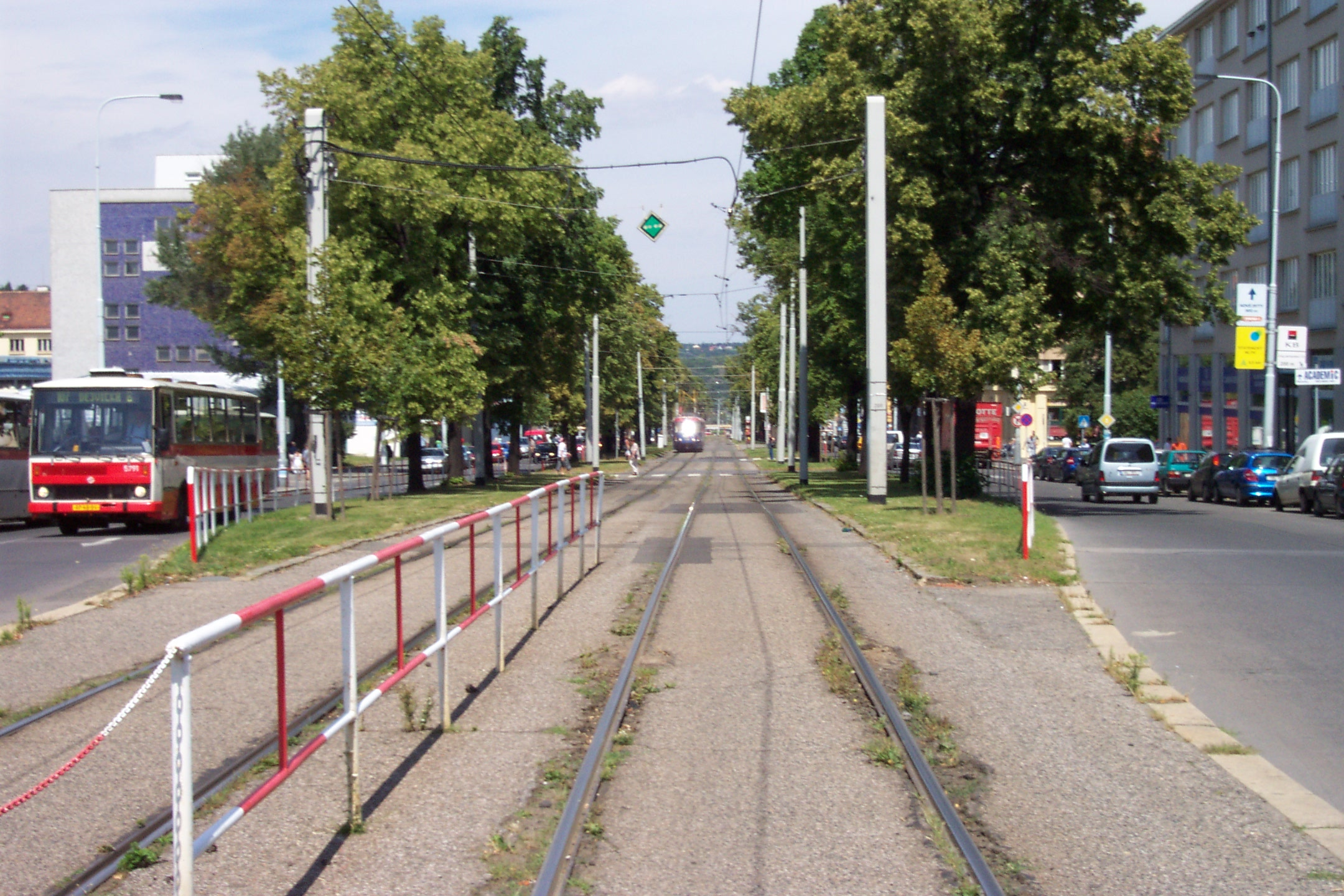
Pohled od Vítězného náměstí k Podbabě před rekonstrukcí

Trať od křižovatky Prašný most k Masarykově koleji v Dejvicích byla v provozu od 7. června 1926. Odbočující trať z Vítězného náměstí k zastávce Podbaba byla zprovozněna 19. prosince 1928. 3. listopadu 1938 byla trať mírně prodloužena, avšak stále ještě ukončena křížovým kolejovým přejezdem. 21. dubna 1947 byla vybudována předjízdná kolej a 10. května 1947 byla na konci trati zprovozněna obousměrná smyčka. 1. září 2011 bylo po rekonstrukci celé trati trať prodloužena asi o čtvrt kilometru na kraj Podbaby.
Zastávka v oblasti dnešního Vítězného náměstí nesla původně název Na Růžku, nácestná zastávka na podbabské trati se jmenovala Zemědělský ústav a konečná Podbaba. Od 30. let byla zastávka Na Růžku přejmenována na Náměstí Vítězství. V roce 1948 se zastávka před odbočením trati jmenovala Náměstí presidenta Beneše a na trati byly ještě zastávky Rooseveltova a Teslova, konečná se jmenovala stále Podbaba. Později byly obě mezilehlé zastávky nahrazeny zastávkou Lotyšská a konečná se jmenovala Hotel International až do roku 1990, kdy jí byl vrácen původní nepřesný název Podbaba. Od 1. září 2011 byla dosavadní zastávka Podbaba pro tramvaje zrušena a nová zastávka Podbaba zřízena v oblasti dosavadních autobusových zastávek Ve Struhách (dříve Garáže Dejvice). Současně byl trvale zřízen i pár zastávek Zelená severně od Zelené ulice; před rekonstrukcí byly několik let dočasné zastávky Zelená jižně od Zelené ulice a dočasné zastávky Vítězné náměstí severně od Vítězného náměstí.
Při zřízení kruhového objezdu na Vítězném náměstí po roce 1932 objížděly středový trávník po okruhu i tramvaje; toto uspořádání však bylo roku 1942 zrušeno a od této rekonstrukce protínají koleje křižovatku v dnešním uspořádání.
Od poloviny 20. let do poloviny 60. let 20. století se používaly v Praze na zvýšených tramvajových tělesech bezžlábkové kolejnice typu NP5; na silničních přejezdech přecházely ve žlábkové kolejnice NP3. S příchodem čtyřnápravových tramvají řady T byly bezžlábkové kolejnice nahrazovány žlábkovými, úsek z Vítězného náměstí do Podbaby patřil mezi poslední v Praze, kde došlo k této výměně.

## Rekonstrukce a prodloužení v Podbabě (2011)
Trať byla v roce 2011 prodloužena k železniční trati 090, do blízkosti zamýšlené nové železniční zastávky Praha-Podbaba (0,7 km, rok 2010), jejíž výstavba však byla o několik let odložena.
2. listopadu 2010 Dopravní podnik hl. m. Prahy a. s. oznámil, že stavba již má vydané stavební povolení, dodavatelem byla Eurovia CS, ovládaná francouzským akcionářem, projekční práce měly začít v listopadu 2010 a výstavba měla začít na přelomu roku a skončila v srpnu 2011 (původně byl plánován červen 2011), s náklady 282 milionů Kč, převážně z evropských fondů v rámci operačního programu Praha – Konkurenceschopnost. Dvojkolejná část prodloužení měří 260 metrů, dalších 290 metrů kolejí je položeno v nové smyčce, rekonstruováno mělo být i 300 metrů stávající tratě od křižovatky s ulicí Zelenou. O půlnoci z 15. na 16. května byl na trati přerušen provoz kvůli rekonstrukci a ještě téhož dne započala demolice původní smyčky. Byla částečně přeložena ulice Pod Paťankou a demolován most železniční vlečky. Vybudování železniční zastávky Praha-Podbaba, kvůli níž je tramvajová trať prodlužována, však bude mít několikaleté zpoždění, odložení výstavby tramvajové tratě by však mohlo znamenat ztrátu příspěvku EU. Nová smyčka je jednokolejná, s dvěma úseky předjízdné koleje o délce pro jednu soupravu. V místech rušené smyčky uvažovala městská část výhledově o výstavbě podzemních garáží.
V nových zastávkách Zelená oběma směry a Podbaba do centra byly umístěny on-line ovládané displeje zobrazující údaje o nejbližších odjezdech spojů. Poprvé zde byl v Praze přímo na zastávce použit LCD displej (o necelý rok dříve byl použít v přístupovém podchodu k zastávkám Hradčanská) pro zobrazení odjezdů, kombinovaný s displejem z otočných bodů pro zobrazení čísel linek. Zároveň byl v zastávce Podbaba poprvé v Praze použit displej s on-line informacemi na sdružené zastávce pro tramvaj a autobus. V zastávkách Lotyšská nebyl datový kabel ke sloupkům přiveden a na sloupcích tak je jen klasické stabilní značení. Před obloukem v nové smyčce jsou umístěny maznice pro snížení hluku při průjezdu – takové řešení bylo aplikováno již v roce 2006 ve smyčce Sídliště Barrandov či na Chotkově silnici u Jeleního příkopu.

## Trasa a zastávky

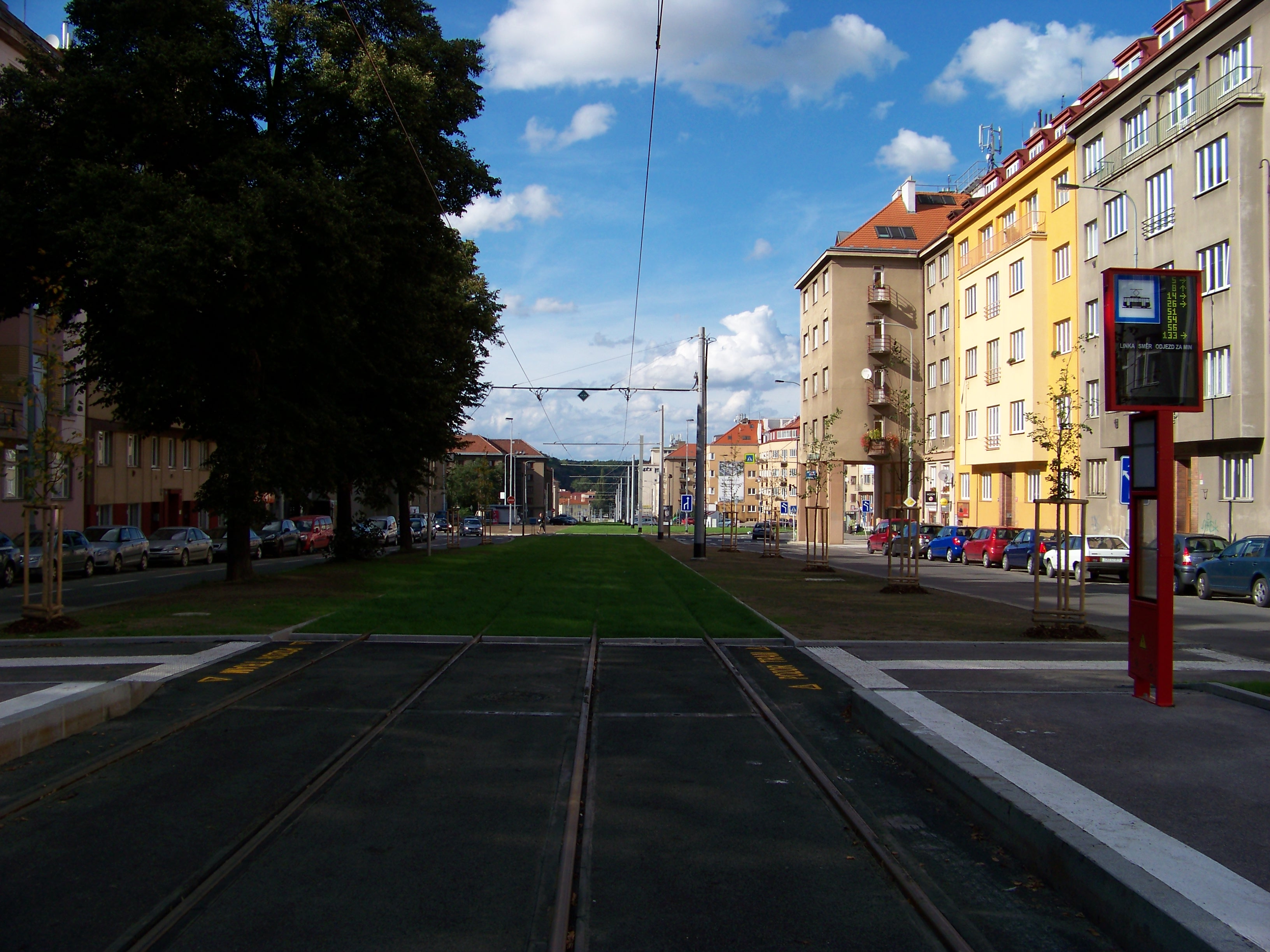
Trať po rekonstrukci, pohled od nové zastávky Zelená směrem k Podbabě

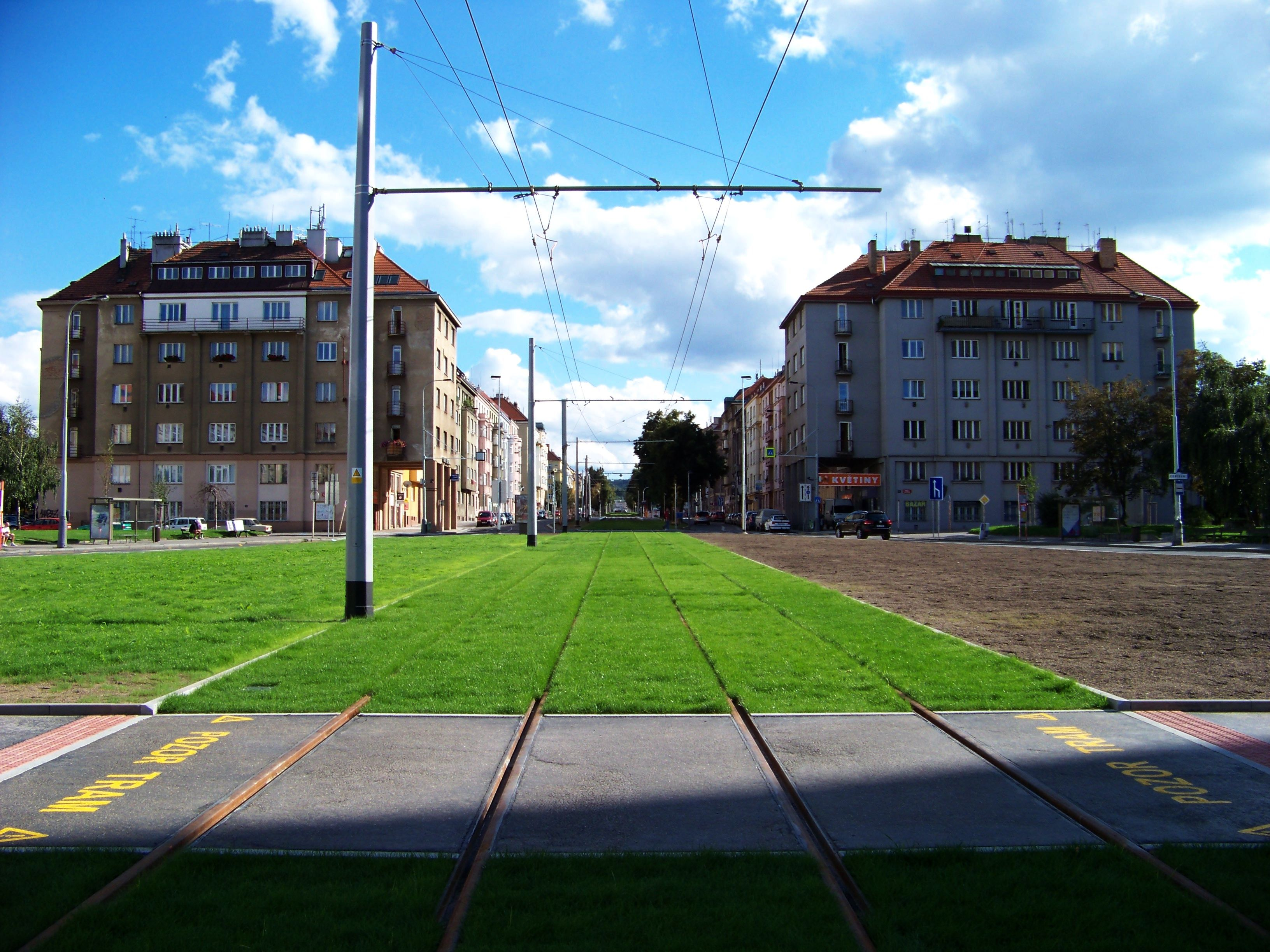
Nová trať v místě bývalé tramvajové smyčky Podbaba

Trať je dvojkolejná, tramvajový pás ve středu ulice Jugoslávských partyzánů je ve většině délky po obou stranách rozšířen pásem zeleně včetně stromořadí. Většina trati má měla před rekonstrukcí přestárlý živičný (asfaltový) kryt svršku, jen úsek ve vnější části Vítězného náměstí byl vybudován na velkoplošných panelech BKV. Při rekonstrukci v roce 2011 byla velká část trati osazena bezžlábkovými kolejnicemi a vybavena zatravněným krytem – v části trati kladeným předpěstěným, zčásti setým.
Tramvajovou trať před rekonstrukcí v roce 2011 přetínalo celkem 9 přejezdů (kruhový objezd na Vítězném náměstí, autobusové obratiště Dejvická, Šolínova-jižní Rooseveltova, severní Rooseveltova, Velflíkova, jižní Nikoly Tesly-jižní náměstí Interbrigády, severní Nikoly Tesly, Zelená, Čínská). Vzhledem k šířce zelených pásů podél tramvajové trati mají některé z těchto přejezdů téměř povahu přejezdů samostatné trati a pro silniční provoz jsou samostatně označeny svislým i vodorovným dopravním značením, avšak žádný z nich není označen jako železniční přejezd, pro silniční vozidla jsou použity dopravní značky Dej přednost v jízdě tramvaji, pro tramvaje nejsou přejezdy označeny vůbec. Světelným signalizačním zařízením byla před rekonstrukcí v roce 2011 řízena pouze křižovatka se Zelenou ulicí, při rekonstrukci přibyla signalizace u Čínské ulice a před novou konečnou. U kruhového objezdu na Vítězném náměstí i u většiny křižovatek ulici přetínají přechody pro chodce. V roce 2009 však byla většina přechodů v šířce tramvajového pásu přerušena. Po rekonstrukci byly na mnoha místech místech místo přechodů zřízeny na tramvajovém pásu jen nápisy Pozor tram.
- křižovatka Vítězné náměstí, napojení na trať Prašný most – Divoká Šárka v úseku mezi blízkými zastávkami Vítězné náměstí a Dejvická; všechny tyto zastávky se nacházejí v blízkostí výstupů ze stanice metra Dejvická
- Lotyšská, v ulici Jugoslávských partyzánů, vstřícné zastávky v obou směrech
- Zelená, v ulici Jugoslávských partyzánů, vstřícné zastávky v obou směrech
- Podbaba, oba směry vstřícně v ulici Podbabské, zastávka směrem do centra je společná s autobusy

## Napojení
Vítězné náměstí: kolejová křižovatka tvaru T (s kompletním obloukovým propojením s tratí Prašný most – Divoká Šárka ) se nachází uvnitř kruhového objezdu, takže pokud je řidič nucen přestavovat výhybku ručně, souprava přitom blokuje silniční provoz. Vyjíždění z vnitřku kruhového objezdu se považuje za vyjíždění z místa ležícího mimo pozemní komunikaci, takže tramvaje musejí ve všech směrech dávat přednost silničním vozidlům jedoucím po objezdu. Trať k zastávce Podbaba v přímém směru navazuje na trať ze Svatovítské ulice (od Prašného mostu), zatímco trať k Divoké Šárce odbočuje v pravém úhlu doleva.

## Obratiště

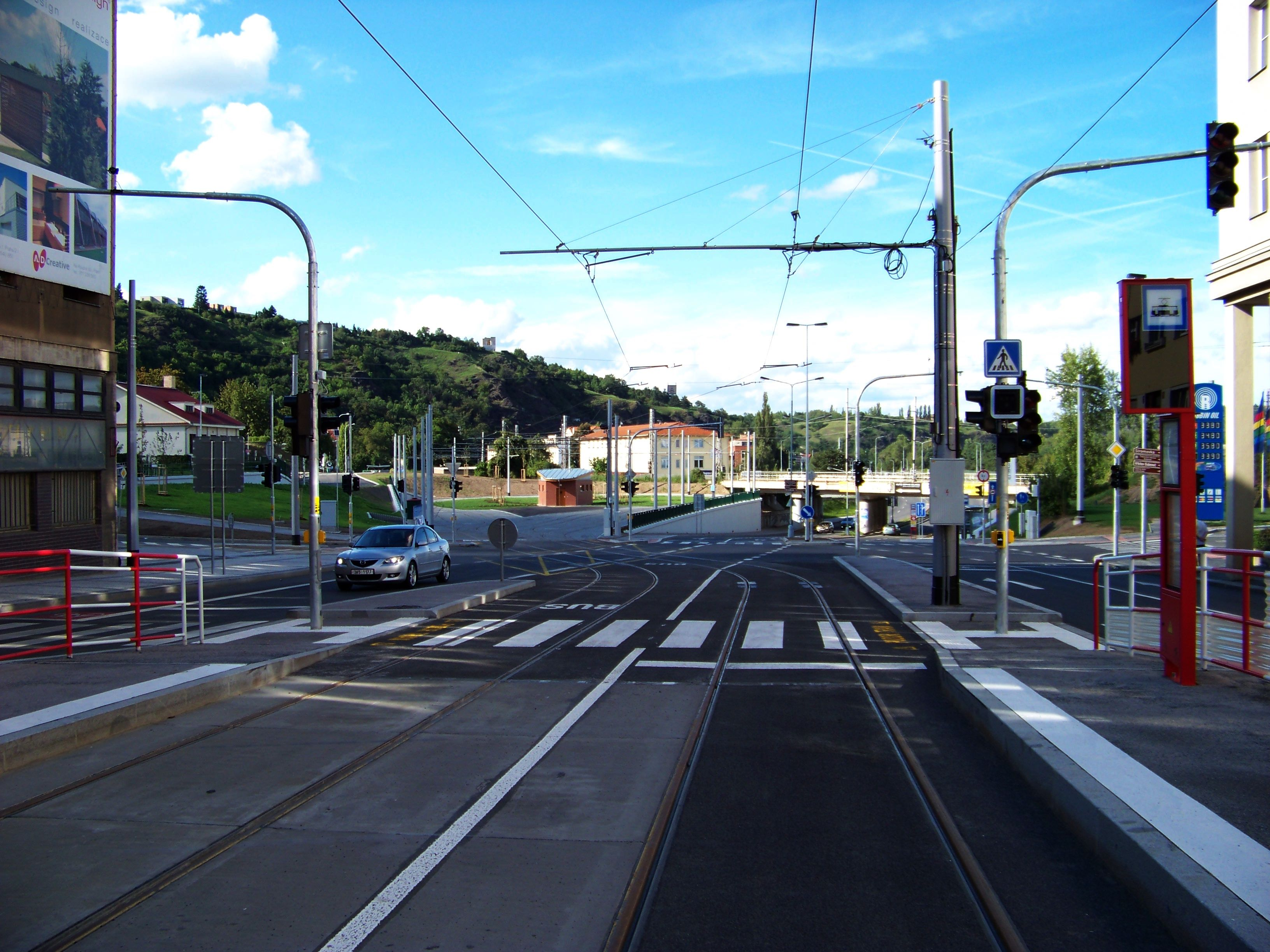
Nové zakončení trati v Podbabě

Stará tramvajová smyčka Podbaba byla dvojkolejná protisměrná, tj. vnitřní kolej měla nástupiště uvnitř smyčky a vnější kolej vně smyčky. Vozovky ulice Jugoslávských partyzánů smyčku obtékají, smyčka se nacházela v dopravní ose komunikace. Mezi ulicemi Zelená a Čínská se v přímém úseku trati nacházela předjízdná kolej o délce asi 100 metrů, v pravidelném provozu nepoužívaná. 16. května 2011 byl ve smyčce ukončen provoz a započala její demolice.
Nová tramvajová smyčka Nádraží Podbaba (do 29. srpna 2014 nesla název Podbaba) je od roku 2011 v místech bývalého začátku ulice Pod Paťankou a zrušeného mostu železniční vlečky západně od dnešní Podbabské ulice. Smyčka je jednokolejná s jednou předjízdnou kolejí v přímé vjezdové části smyčky a druhou předjízdnou kolejí v přímé výjezdové části smyčky – vlastní oblouk smyčky je jednokolejný. Vjezd se smyčky do Podbabské ulice je řízen světelnou signalizací. Uvnitř smyčky je zděná budova sociálního zařízení pro řidiče. Přímo ve smyčce nejsou zastávky.

## Doprava
Zpočátku jezdila na konečnou Podbaba linka 7: asi ve 30. letech přibyla ještě linka 18 a tato dvojice linek zde jezdila až do 60. let. V roce 1975 zde končily linky 18 a 23.
Od konečné koncem 30. let navazovala autobusová linka P do Sedlce (1930–1938, po část doby jezdila až z Letné) a R do Suchdola (od března 1932, pozdější linka 107); začátkem 70. let u konečné v Podbaba navazovala již celá skupina městských autobusových linek (107, 147, 116, 160). Od roku 1978 je souběžný frekventovaný směr autobusové dopravy směrem do Suchdola a Roztok veden od stanice metra Dejvická souběžně s tramvajovou tratí, proto má tento tramvajový úsek již jen doplňkový význam.
Po zprovoznění linky metra A v roce 1978 končila kolem roku 1980 u Hotelu International linka 26. V 90. letech zde končily linky 20 (napájecí linka pokračující po Evropské) a linka 25 (směrem do Holešovic). Od 30. srpna 2003 byla linka 25 nahrazena linkou 8, od 29. listopadu 2003 úsek opustila linka 20. Po dobu dlouhodobé výluky na Letné kvůli výstavbě tunelu Blanka byla od roku 2008 linka 8 nahrazena linkou 20 ve směru na Smíchov, v další etapě na dobu výluky u zastávky Prašný most byla do Podbaby odkloněna linka 2. Noční tramvajové linky sem nezajíždějí, souběžně vede noční autobusová linka 902 na Suchdol.

## Prodloužení do Suchdola
Jsou prováděny studie prodloužení tramvajové trati od nádraží Podbaba až do Suchdola (4,3 km, rok 2015, předtím uváděn rok 2014). Byly provedeny vážně míněné studie možných tras náročným terénem, s tunely a mosty.